# Никола Вуядинович
Никола Вуядинович (на сръбски: Никола Вујадиновић или Nikola Vujadinović) е сръбски футболист, младежки национал на Черна гора.

## Биография

### Произход
Роден е на 31 юли 1986 г. в Белград, Югославия. Дядо му е българин от Пирот.

### Кариера
Първите стъпки на Вуядинович във футбола са в ДЮШ на Цървена Звезда. През 2004 г. преминава в Рад Белград. През сезон 2005 е в състава на ОФК Белград, а през зимата изкарва 10 дневни проби в Арсенал, а впоследствие преминава във ФК Зета. Напуска Зета поради неразбирателство с треньорското ръководство. През зимата на сезон 2006/07 се договаря за трансфер с Уест Бромич Албиън, но от футболната асоциация не му издават работна виза и за това доиграва сезона в Раднички Пирот където има 14 мача. През май 2007 чрез свободен трансфер става футболист на ПФК ЦСКА (София). Има записани два мача за младежкия национален отбор на Черна Гора. През лятото на 2008 г. преминава в италианския Удинезе.